# زکریا الآغا
زکریا الاغا (عربی: زكريا الآغا؛ زاده: ۱۳ ژانویهٔ ۱۹۴۲) سیاستمدار فلسطینی و عضو کمیته اجرایی سازمان آزادیبخش فلسطین است؛ و عضو کمیته مرکزی جنبش فتح از سال ۱۹۹۴ می‌باشد. او مسئول بسیج نیرویی و تشکیلات جنبش فتح در نوار غزه و رئیس اداره امور پناهندگان در سازمان آزادیبخش فلسطین می‌باشد.

## مدارج علمی و کاری
- لیسانس پزشکی و جراحی از دانشگاه قاهره در سال ۱۹۶۵
- متخصص بیماریهای داخلی در سال ۱۹۷۱
- رئیس بخش بیماریهای داخلی در بیمارستان خان یونس ۱۹۷۴–۱۹۸۷
- رئیس بخش بیماریهای داخلی محلی در غزه در سالهای ۱۹۸۹–۱۹۹۳

## فعالیت‌های سندیکایی
- یکی از بنیانگذاران سندیکای پزشکی عربی در بخش غزه در سال ۱۹۷۷
- دبیرکل صند وق جمعیت پزشکی عربی ۱۹۷۸تا ۱۹۸۴
- رئیس جمعیت پزشکی عربی ۱۹۸۵ تا ۱۹۹۲
- دبیرکل صندوق شورای آموزش عالی در قدس۱۹۸۵تا ۱۹۹۲
- عضو جمعیت بانک خون در غزه از تأسیس آن تاکنون
- عضو جمعیت هلال احمر فلسطینی
- رئیس شورای امنای دانشگاه الازهر ۲۰۰۲ تا ۲۰۰۵[۲]

## فعالیت‌های ملی
- عضو جنبش آزادیبخش ملی فلسطین از سال ۱۹۶۷.
- عضو کمیته مرکزی جنبش فتح از سال ۱۹۹۲ تاکنون.
- نماینده جنبش فتح در غزه از سال ۱۹۹۳ تا ۲۰۰۵.
- عضو کمیته اجرایی سازمان آزادیبخش فلسطین ۱۹۹۶ تاکنون.
- رئیس اداره روابط ملی و بین‌المللی از سوی سازمان آزادیبخش فلسطین.
- ریس اداره امور پناهندگان در سازمان آزادیبخش فلسطین.
- رئیس هیت اجرایی ملی در غزه که در برگیرنده تمامی گروه‌های سازمان آزادیبخش فلسطین می‌شود.
- مسول بسیج نیرو و تشکیلات در استانهای جنوبی غزه.

## کار سیاسی
- عضو هیٰت سه نفره فلسطینی برای گفتگو با جیمز بیکر وزیر خارجه سابق آمریکا.
- عضو هیت فلسطینی مذاکره کننده در کنفرانس مادرید و واشینگتن سالهای ۱۹۹۱–۱۹۹۳.
- اولین وزیر اسکان در تشکیل دولت خودگران فلسطین در سالهای ۱۹۹۴ تا ۱۹۹۵

## دستگیریها و فشارها
- دستگیری در سال ۱۹۹۵ برای چند هفته برای بازجویی.
- بازداشت اداری در سا ل۱۹۸۸ در شروع انتفاضه به مدت ۶ ماه به دلیل حمایت مالی از انتفاضه.
- منع سفر به خارج از نوار غزه در سالهای ۱۹۸۱ تا ۱۹۹.